# Alfa talasemia
La alfa-talasemia (talasemia α) es una forma de talasemia en la que están implicados los genes HBA1 y HBA2. Las talasemias son un grupo de enfermedades hereditarias de la sangre que dan lugar a una producción deficiente de hemoglobina, la molécula que transporta el oxígeno en la sangre. La hemoglobina normal consta de dos cadenas alfa y dos cadenas beta; en la alfa-talasemia, hay una disminución cuantitativa de la cantidad de cadenas alfa, lo que da lugar a menos moléculas de hemoglobina normal. Además, la alfa-talasemia conduce a la producción de moléculas de beta globina inestables que provocan un aumento de la destrucción de glóbulos rojos. El grado de afectación se basa en el fenotipo clínico presente (cuántos genes están afectados)

## Señales y síntomas
Los síntomas y señales que presentan las personas con alfa-talasemia son los siguientes:
| Común | Poco común |
| --- | --- |
| - Anemia: Las personas con alfa-talasemia pueden experimentar tanto una disminución en la producción de glóbulos rojos (GR) como un aumento en la destrucción de GR, lo que puede dar lugar a otros síntomas como fatiga y mareos. - Bazo agrandado - Cálculos biliares - Retraso en el crecimiento | - Ictericia - Frente pronunciada: Esto ocurre debido a la expansión de la médula ósea en el hueso frontal del cráneo. La médula ósea se expande porque se producen más células sanguíneas para compensar la anemia. - Hematopoyesis extramedular (formación de sangre fuera de la médula ósea) - Hipertensión arterial (durante el embarazo) |

## Causa
Las alfa-talasemias suelen heredarse de forma mendeliana recesiva. También se asocian a deleciones del cromosoma 16p. La alfa talasemia también puede adquirirse en raras circunstancias.

## Fisiopatología
El mecanismo ve que las α-talasemias  provocan una disminución de la producción de alfa globina, por lo que se producen menos cadenas de alfa-globina, lo que da lugar a un exceso de cadenas β en los adultos y a un exceso de cadenas γ en los recién nacidos. El exceso de cadenas β forma tetrámeros inestables denominados hemoglobina H o HbH de cuatro cadenas beta. El exceso de cadenas γ forma tetrámeros que son malos transportadores de O2 ya que su afinidad por el O2 es demasiado alta, por lo que no se disocia en la periferia. Las talasemias homocigotas α0, en las que se producen numerosas γ4 pero ninguna α-globina (denominadas Hb Barts), suelen provocar la muerte poco después del nacimiento.

## Diagnóstico
El diagnóstico de la alfa-talasemia se realiza principalmente mediante evaluación de laboratorio y diagnóstico molecular. La alfa-talasemia puede confundirse con la anemia ferropénica en un hemograma completo o en una placa de sangre, ya que ambas enfermedades presentan anemia microcítica. El hierro sérico y la ferritina sérica pueden utilizarse para excluir la anemia ferropénica.

### Tipos
Existen dos loci genéticos para la α globina, por lo que hay cuatro alelos en las células diploides. Dos alelos son de origen materno y dos de origen paterno. La gravedad de las α-talasemias está correlacionada con el número de alelos de α-globina afectados: cuanto mayor sea, más graves serán las manifestaciones de la enfermedad. Al anotar el genotipo, una "α" indica una cadena alfa funcional, y "-" una patológica.
| Alelos afectados | Descripción | Genotipo          |
| ---------------- | --- | ----------------- |
| Uno              | Esto se conoce como alfa talasemia silente y, en este tipo, el efecto sobre la síntesis de hemoglobina es mínimo. Tres genes de α-globina son suficientes para permitir la producción normal de hemoglobina y no se presentan síntomas clínicos. Se produce debido a una mutación por deleción o no deleción. | - α/α α           |
| Dos              | La enfermedad se denomina rasgo alfa talasémico; dos genes α permiten una producción casi normal de glóbulos rojos, pero se observa una anemia microcítica hipocrómica leve. En esta forma, la enfermedad puede confundirse con una anemia ferropénica y tratarse inadecuadamente con hierro. El rasgo de alfa-talasemia puede presentarse de dos formas: - Alfa-tal-1 (- -/α α), implica la deleción cis de ambos genes alfa en el mismo cromosoma. Mayor incidencia en personas de ascendencia asiática en comparación con la población general. - Alfa-tal-2 (- α/- α), implica la deleción trans de genes alfa; esto ocurre en cromosomas diferentes (homólogos). Mayor incidencia en afrodescendientes que en la población general. | - -/α α o - α/- α |
| Tres             | Esta afección se denomina enfermedad de la hemoglobina H; en la sangre están presentes dos hemoglobinas inestables: la hemoglobina Barts (cadenas γ tetraméricas) y la hemoglobina H (cadenas β tetraméricas). Ambas hemoglobinas inestables tienen una mayor afinidad por el oxígeno que la hemoglobina normal. Puede producirse una anemia microcítica hipocrómica con células diana y cuerpos de Heinz (HbH precipitada) en el frotis de sangre periférica, así como hepatoesplenomegalia. La enfermedad se manifiesta en la infancia o en los primeros años de la vida adulta; se observa anemia y hepatoesplenomegalia. | - -/- α           |
| Cuatro           | Esto se conoce como alfa talasemia mayor; estos fetos son edematosos, tienen poca hemoglobina circulante, y la hemoglobina que está presente es toda de cadenas γ tetraméricas. Cuando los cuatro alelos están afectados, es probable que el feto no sobreviva a la gestación sin una intervención intrauterina; la mayoría de los bebés con alfa-talasemia mayor nacen muertos con hidropesía fetal. Los fetos tratados con transfusiones intrauterinas durante todo el embarazo a partir de una edad gestacional temprana pueden sobrevivir hasta el nacimiento con una morbilidad aceptable. Tras el nacimiento, las opciones de tratamiento incluyen el trasplante de médula ósea o las transfusiones crónicas continuadas.          |                   |
|                  | α α/α α = normal: α α' antes de la '/' representa un cromosoma, y 'α α' después de la '/', es cromosoma homólogo. |                   |

### Diagnóstico por laboratorio
La capacidad de medir la hemoglobina Barts la hace útil en las pruebas de cribado de recién nacidos. Si se detecta hemoglobina Barts en un cribado neonatal, el paciente suele ser remitido para una evaluación más exhaustiva, ya que la detección de hemoglobina Barts puede indicar una deleción del gen de la globina alfa, lo que convierte al bebé en portador silencioso de alfa talasemia, dos deleciones del gen de la globina alfa (alfa talasemia) o la enfermedad de la hemoglobina H (tres deleciones del gen de la globina alfa).
Anteriormente se consideraba que la deleción de cuatro genes de globina alfa era incompatible con la vida, pero actualmente hay 69 pacientes que han sobrevivido más allá de la infancia. Todos estos niños también muestran un alto nivel de hemoglobina Barts en el cribado neonatal junto con otras variantes.
Después de la edad neonatal, el diagnóstico de laboratorio inicial debe incluir un hemograma completo e índices de glóbulos rojos. Además, debe revisarse cuidadosamente un frotis de sangre periférica. En la enfermedad de la hemoglobina H, los glóbulos rojos que contienen inclusiones de hemoglobina H pueden visualizarse en el frotis sanguíneo mediante la tinción con azul de metileno nuevo o azul de cresilo brillante.
El análisis de hemoglobina es importante para el diagnóstico de la alfa-talasemia, ya que determina los tipos y porcentajes de los tipos de hemoglobina presentes. Existen varios métodos diferentes de análisis de hemoglobina, como la electroforesis de hemoglobina, la electroforesis capilar y la cromatografía líquida de alta eficacia.
El análisis molecular de secuencias de ADN (análisis de ADN) puede utilizarse para la confirmación de un diagnóstico de alfa-talasemia, en particular para la detección de portadores de alfa-talasemia (deleciones o mutaciones en sólo uno o dos genes de alfa-globina).

## Tratamiento
El tratamiento de la alfa-talasemia puede incluir transfusiones de sangre para mantener la hemoglobina a un nivel que reduzca los síntomas de la anemia. La decisión de iniciar las transfusiones depende de la gravedad clínica de la enfermedad. La esplenectomía es una posible opción de tratamiento para aumentar los niveles de hemoglobina total en casos de empeoramiento de la anemia debido a un bazo hiperactivo o agrandado, o cuando no es posible la terapia transfusional. Sin embargo, la esplenectomía se evita cuando hay otras opciones disponibles debido a un mayor riesgo de infecciones graves y trombosis.
Además, los cálculos biliares pueden ser un problema que requeriría cirugía. Deben vigilarse las complicaciones secundarias del episodio febril, y la mayoría de los individuos viven sin necesidad de tratamiento. Además, debe considerarse el trasplante de células madre como tratamiento (y cura), que se realiza mejor a una edad temprana. Todavía se están desarrollando otras opciones, como la terapia génica.
Un estudio de Kreger et al que combinaba una revisión retrospectiva de tres casos de alfa talasemia mayor y una revisión bibliográfica de 17 casos descubrió que la transfusión in utero puede conducir a resultados favorables. Finalmente se llevó a cabo con éxito un trasplante de células hematopoyéticas en cuatro pacientes.

## Epidemiología

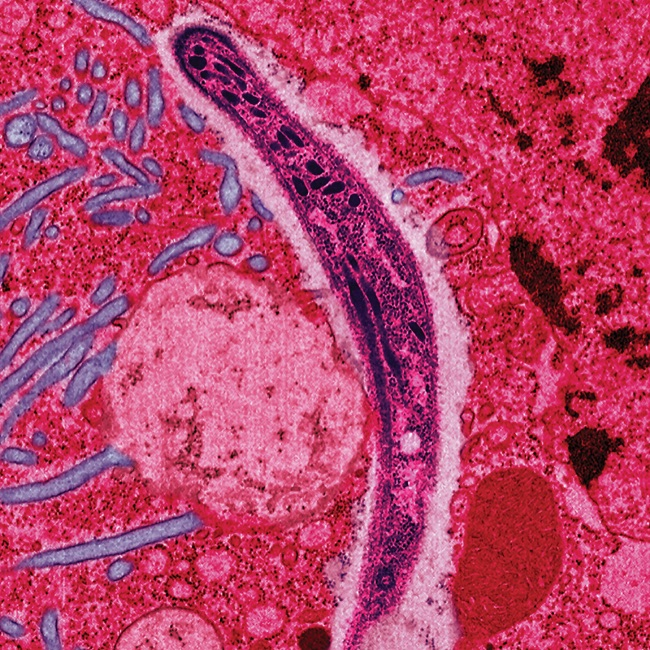
Malaria

La distribución mundial de la alfa-talasemia hereditaria corresponde con las zonas de exposición a la malaria, lo que sugiere un papel protector. Así, la alfa-talasemia es frecuente en el África subsahariana, la cuenca mediterránea y, en general, las regiones tropicales (y subtropicales). La epidemiología de la alfa-talasemia en EE. UU. refleja este patrón de distribución mundial. Más concretamente, la enfermedad HbH se observa en el sudeste asiático y Oriente Medio, mientras que la hidropesía fetal Hb Bart sólo se reconoce en el sudeste asiático. Los datos indican que el 15% de los chipriotas griegos y turcos son portadores de genes de beta-talasemia, mientras que el 10% de la población es portadora de genes de alfa-talasemia.